# Plocoglottis copelandii
Plocoglottis copelandii är en orkidéart som beskrevs av Oakes Ames. Plocoglottis copelandii ingår i släktet Plocoglottis och familjen orkidéer.
Artens utbredningsområde är Filippinerna. Inga underarter finns listade i Catalogue of Life.